# Bembecia lastuvkai
Bembecia lastuvkai is een vlinder uit de familie wespvlinders (Sesiidae), onderfamilie Sesiinae.
Bembecia lastuvkai is voor het eerst wetenschappelijk beschreven door Spatenka & Bartsch in 2010. De soort komt voor in het Palearctisch gebied.